# تپه مراد
تپه مراد در شهرستان مرودشت، روستای قلعه واقع شده و این اثر در تاریخ ۲۸ تیر ۱۳۵۵ با شمارهٔ ثبت ۱۲۶۵ به‌عنوان یکی از آثار ملی ایران به ثبت رسیده است.